# 亀井哲郎
亀井 哲郎（かめい てつろう、1963年 - ）は東京都品川区の戸越銀座銀六商店街振興組合前理事長。品川区商店街振興組合連合会 理事長。品川区商店街連合会 会長

## 人物
戸越銀座の時計・眼鏡販売店「ギャラリーカメイ」に生まれ、家業を継ぐ。東海大学付属高輪台高等学校、東海大学文学部日本文学科卒業。若くして戸越銀座銀六商店街振興組合理事長に就任。日本で初めての商店街オリジナルブランド「とごしぎんざ」を生み出す。30種類以上の商品をこのブランドで発売し、予想を大きく超える大ヒットを獲得し、戸越銀座銀六商店街の知名度の上昇につながった。
2009年3月、新たに「戸越銀座コロッケ」を企画。商店街の複数の店舗で発売されるコロッケを「戸越銀座コロッケ」としてブランド化。また、商店街のマスコットである「戸越銀次郎」をあしらった紙箱も開発し、コロッケとともに販売した。
全国の都市や商工会、商店街において商店街ブランドによる街の活性化の講演会を多数行っている。

## 著書
- 「街の灯りふたたび　戸越銀座商店街物語」　品川区商店街連合会刊